# ایتامار فرانکو
ایتامار آگوستو کاتریو فرانکو (به پرتغالی: Itamar Augusto Cautiero Franco) (زاده ۲۸ ژوئن ۱۹۳۰ – درگذشته ۲ ژوئیه ۲۰۱۱) سیاستمدار اهل برزیل که از ۲۹ دسامبر ۱۹۹۲ تا ۳۱ دسامبر ۱۹۹۴ رئیس‌جمهور این کشور بود. وی در دوران طولانی سیاسی‌اش، مناصبی همچون سناتور، شهردار، سفیر، فرماندار و معاون رئیس‌جمهور را تجربه کرد. او در زمان مرگش سناتور ایالت میناس گرایس بود که در انتخابات سال ۲۰۱۰ موفق به کسب آن شده بود. ایتامار فرانکو در ۲ ژوئیه ۲۰۱۱ در سن ۸۱ سالگی درگذشت.